# Herrenmühle (Pegnitz)
Herrenmühle (oberfränkisch: Herrnml)  ist ein Gemeindeteil der Stadt Pegnitz im Landkreis Bayreuth (Oberfranken, Bayern). Herrenmühle liegt in der Gemarkung Trockau.

## Lage
Die Einöde liegt an der Püttlach und an der Staatsstraße 2184, die nach Vorderkleebach (0,9 km nordöstlich) bzw. nach Trockau verläuft (0,9 km östlich). Eine Gemeindeverbindungsstraße führt an der Ziegelhütte und Hedelmühle vorbei nach Bodendorf (1,8 km südlich).

## Geschichte
Der Ort wurde 1520/25 als „Schnackenmüll“ erstmals schriftlich erwähnt. Das Bestimmungswort des Ortsnamens ist Schnake. Die erst später bezeugte Form Herrenmühle nimmt im Namen Bezug auf die Lehnsherren Groß von Trockau.
Mit dem Gemeindeedikt (frühes 19. Jahrhundert) wurde Herrenmühle der Steuerdistrikt Trockau und der Ruralgemeinde Trockau zugewiesen. Im Rahmen der Gebietsreform in Bayern wurde Herrenmühle am 1. Mai 1978 in die Stadt Pegnitz eingegliedert.